# Calocybe fallax
Calocybe  fallax (Sacc.) Redhead & Singer, Mycotaxon 6(3): 501 (1978) è un fungo basidiomicete.

## Descrizione

### Cappello
Fino a 4 cm di diametro, prima conico-convesso, poi  più aperto, a volte con umbone centrale
marginesottile, regolare o sinuoso,
cuticolalievemente eccedente il margine, opaca, lievemente vellutata, giallastra

### Lamelle
Fitte, arcuate, annesse o leggermente decorrenti per un dentino, color giallo oro o giallo vivo.

### Gambo
Lungo fino a 5 cm, cilindrico, non regolare, a volte ricurvo,  tenace, fibrilloso, giallastro, più chiaro del cappello.

### Carne
Gialla con sapore leggermente amaro e odore lievemente fruttato.

### Caratteri microscopici
Sporeellittiche, lisce, non amiloidi.

## Distribuzione e habitat
Cresce in boschi di latifoglie e aghifoglie.

## Commestibilità
Non commestibile.

## Tassonomia

### Sinonimi e binomi obsoleti
- Agaricus fallax Peck, Bull. Buffalo Soc. nat. Sci. 1: 44 (1873)
- Calocybe naucoria (Murrill) Singer, Annls mycol. 41(1/3): 106 (1943)
- Lyophyllum fallax (Sacc.) Kühner & Romagn., Fl. Analyt. Champ. Supér. (Paris): 162 (1953)
- Melanoleuca naucoria Murrill, N. Amer. Fl. (New York) 10(1): 15 (1914)
- Rugosomyces fallax (Sacc.) Bon, Docums Mycol., mém. hors sér. 21(no. 82): 65 (1991)
- Tricholoma fallax Sacc., Syll. fung. (Abellini) 5: 115 (1887)
- Tricholoma naucoria (Murrill) Pilát, Klíc Kurc. Naš. Hub Hrib. Bedl. (Praha): 155 (1951)